# Hipath 8000
O HiPath 8000 é um softswitch modular desenvolvido pela Unify baseado em protoloco SIP, de arquitetura totalmente aberto e baseado 100% em software. 
Ele é instalado num servidor de mercado e pode se gerenciar todos os ramais conectados de forma centralizada. A capacidade é de até 100 mil ramais num único cluster que funciona de forma ativo/ativo. 
O HiPath 8000 é um divisor de águas no mundo da comunicação para empresas que já nasceu totalmente IP. Como utiliza protocolo de comunicação SIP (Session Initiation Protocol), abre a porta a todos os tipos de recursos e funções úteis no mundo de aplicações de comunicação convergente.

## Os Componentes
O HiPath 8000 possibilita a abertura de padrões e oferece a solução completa podendo incluir uma gama de componentes conforme necessidades topológicas. Podemos classificar os componentes do sistema ou adicionais da seguinte forma: 
- Media Server: responsável pelos tons e anúncios, assim como a música de espera e conferência do sistema;
- Gateway: Componente da rede que efetuará a interface entre a PSTN e o softwitch (HiPath 8000). Teremos como opção o HiPath 4000 V3.0, HiPath 3000 v7.0 e gateways SIP de outros fabricantes;

## Sistemas de gerenciamento
Pode ser utilizado internamente ao sistema ou o externo;
- SIP Proxy: o componente Comdasys oferecerá a facilidade de survivability para os terminais cadastrados no HiPath 8000. Em caso de falta de comunicação os terminais terão a possibilidade de efetuar o login neste SIP Proxy e continuar em funcionamento;
- SIP Client: Terminais ou softphones SIP.

## Gerenciamento
O HiPath 8000 fornece um gama de recursos para o gerenciamento de usuários e falhas. Com ferramentas precisas, tornamos os diagnósticos de falhas e as correções mais eficientes.

## Segurança
- Firewall Integrado (SuSE)
- Extensão de Criptografia Java (JCE – Java Cryptography Extension)
- FTP Seguro (SFTP – Secure FTP)
- Security Shell (SSH)
- Camada de Conexão Segura (SSL – Secure Socket Layer)
- Host-based IDS monitora o tráfego de entrada do sistema